# Jean-Michel Martin

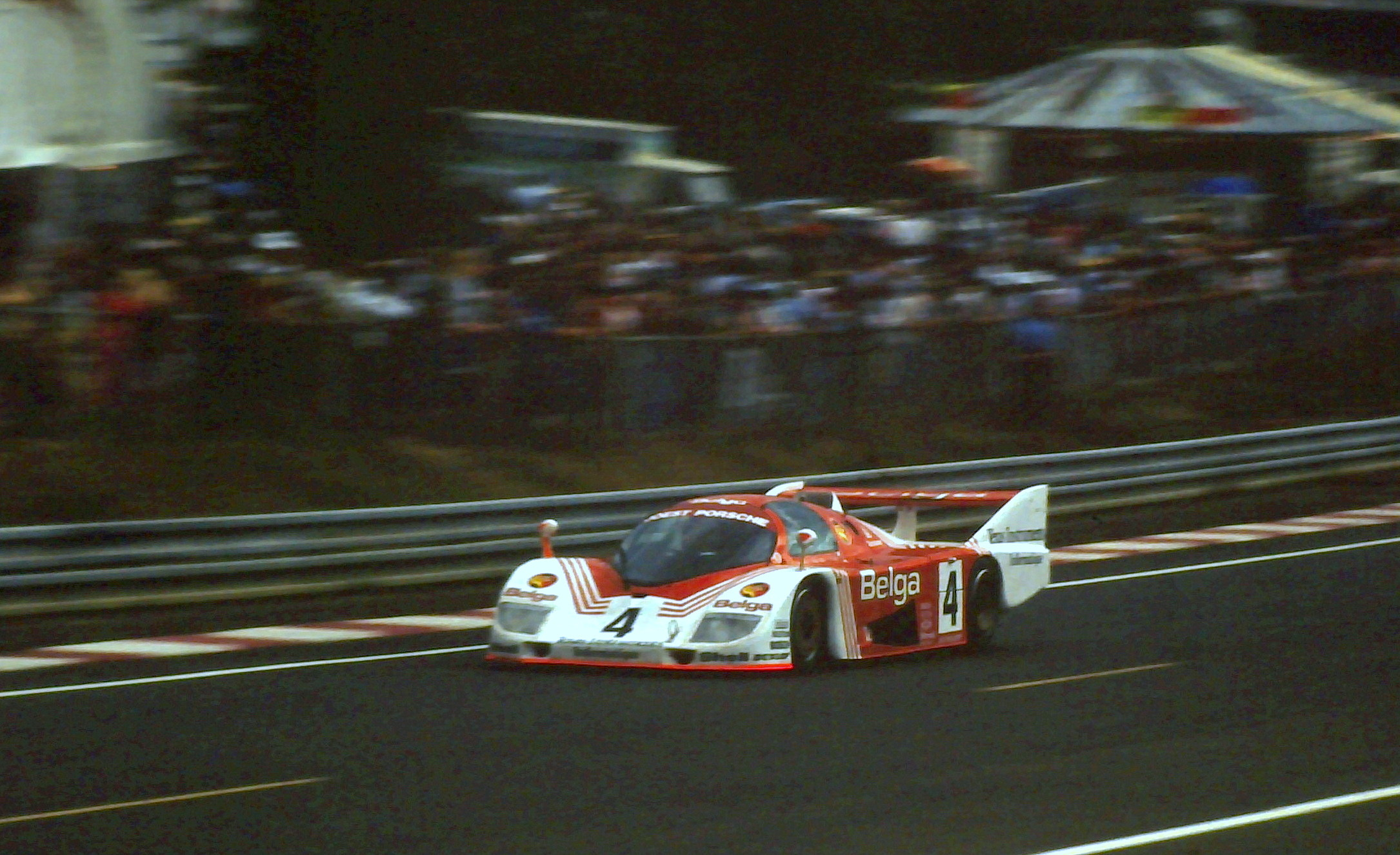
Der von Jean-Michel Martin beim 24-Stunden-Rennen von Le Mans 1982 gefahrene Porsche 936C

Jean-Michel Martin (* 19. Juni 1953 in Brüssel) ist ein belgischer Unternehmer und ehemaliger Autorennfahrer. 

## Familie
Jean-Michel Martin ist der Bruder von Philippe Martin, der ebenfalls als Fahrer im Motorsport aktiv war. Sein Sohn Maxime trat in die Fußstapfen seines Vaters und wurde Profirennfahrer.

## Unternehmer
Nach dem Ende seiner professionellen Rennkarriere mit dem Ablauf der Saison 2001 eröffnete Jean-Michel Martin in Woluwe eine BMW-Vertragswerkstatt. Seine Kontakte aus der Rennfahrerzeit ermöglichten ihm den Import von Alpina-Wagen, die er exklusiv in Belgien vertrieb. Neben Fahrzeugen der Marke Mini werden seit 2016 an allen BMW-Martin-Standorten in Belgien auch Jaguar- und Land-Rover-Modelle angeboten.

## Karriere als Rennfahrer
In den 1970er- und 1980er-Jahren war Jean-Michel Martin einer der bekanntesten und erfolgreichsten belgischen Tourenwagenpiloten. Fünfmal, 1977, 1980, 1986, 1989 und 1999, gewann er auf BMW- und Audi-Modellen die Gesamtwertung der belgischen Tourenwagen-Meisterschaft. 26-mal war er beim 24-Stunden-Rennen von Spa-Francorchamps am Start, viermal gewann er die Gesamtwertung des Rennens. 1979 fuhr er gemeinsam mit seinem Bruder Philippe einen Ford Capri für das Rennteam von Gordon Spice. Das Duo gewann das Rennen mit einem Vorsprung von zwei Runden auf den BMW 500i von Jean-Claude Andruet und Eddy Joosen. Ein Jahr später wiederholte das Brüderpaar den Erfolg. 1987 siegte er als Partner von Eric van de Poele und Didier Theys im BMW M3. Sein letzter Sieg datierte aus dem Jahr 1992, als er das Rennen gemeinsam mit Steve Soper und Christian Danner gewann. 
Auch im Sportwagen war Martin erfolgreich. Gleich bei seinem Debüt beim 24-Stunden-Rennen von Le Mans 1980 schaffte er eine Podiumsplatzierung. Mit Bruder Philippe und Gordon Spice als Teamkollegen wurde er auf einem Rondeau M379 Gesamtdritter, neun Runden hinter den siegreichen Teamkollegen Jean Rondeau und Jean-Pierre Jaussaud. Ein weiterer dritter Endrang gelang ihm beim 6-Stunden-Rennen von Silverstone 1982. Seine beste Platzierung bei einem Sportwagenrennen war der zweite Rang beim 9-Stunden-Rennen von Kyalami 1981. In Le Mans war er in den 1980er-Jahren Werksfahrer bei Mazdaspeed und fuhr die Wankelmotor-Rennwagen 727C und 737C. Der dritte Rang 1980 blieb seine beste Platzierung bei diesem 24-Stunden-Rennen.

## Statistik

### Le-Mans-Ergebnisse
| Jahr | Team                    | Fahrzeug           | Teamkollege     | Teamkollege      | Platzierung | Ausfallgrund |
| ---- | ----------------------- | ------------------ | --------------- | ---------------- | ----------- | ------------ |
| 1980 | Belga Jean Rondeau      | Rondeau M379       | Philippe Martin | Gordon Spice     | Rang 3      |              |
| 1981 | Alain de Cadenet        | De Cadenet-Lola LM | Philippe Martin | Alain de Cadenet | Ausfall     | Motorschaden |
| 1982 | Belga Team Joest Racing | Porsche 936C       | Philippe Martin | Bob Wollek       | Ausfall     | Motorschaden |
| 1983 | Belga Team Joest Racing | Porsche 936C       | Philippe Martin | Marc Duez        | Ausfall     | Benzinpumpe  |
| 1984 | Mazdaspeed Co. Ltd.     | Mazda 727C         | Philippe Martin | Dave Kennedy     | Rang 15     |              |
| 1985 | Mazdaspeed Co. Ltd.     | Mazda 737C         | Philippe Martin | Dave Kennedy     | Rang 19     |              |
| 1986 | Spice Engineering       | Spice SE86C        | Ray Bellm       | Gordon Spice     | Rang 19     |              |

### Einzelergebnisse in der Sportwagen-Weltmeisterschaft
| Saison | Team                        | Rennwagen                  | 1   | 2   | 3   | 4   | 5   | 6   | 7   | 8   | 9   | 10  | 11  | 12  | 13  | 14  | 15  | 16  | 17  |
| ------ | --------------------------- | -------------------------- | --- | --- | --- | --- | --- | --- | --- | --- | --- | --- | --- | --- | --- | --- | --- | --- | --- |
| 1979   | Spice Racing                | Ford Capri                 | DAY | SEB | MUG | TAL | DIJ | RIV | SIL | NÜR | LEM | PER | DAY | WAT | SPA | BRH | ROA | VAL | ELS |
| 1979   | Spice Racing                | Ford Capri                 |     |     |     |     |     |     |     |     |     | 1   |     |     |     |     |     |     |     |
| 1980   | Jean Rondeau Belga Team     | Rondeau M379               | DAY | BRH | SEB | MUG | MON | RIV | SIL | NÜR | LEM | DAY | WAT | SPA | MOS | ROA | VAL | DIJ |     |
| 1980   | Jean Rondeau Belga Team     | Rondeau M379               |     |     |     |     |     |     |     |     | 3   |     |     | 1   |     |     |     |     |     |
| 1981   | Alain de Cadenet Belga Team | De Cadenet-Lola Ford Capri | DAY | SEB | MUG | MON | RIV | SIL | NÜR | LEM | PER | DAY | WAT | SPA | MOS | ROA | BRH |     |     |
| 1981   | Alain de Cadenet Belga Team | De Cadenet-Lola Ford Capri |     |     |     |     |     |     |     | DNF |     |     |     | 13  |     |     |     |     |     |
| 1982   | Joest Racing                | Porsche 936                | MON | SIL | NÜR | LEM | SPA | MUG | FUJ | BRH |     |     |     |     |     |     |     |     |     |
| 1982   | Joest Racing                | Porsche 936                | DNF | 3   | DNF | DNF | 4   |     |     |     |     |     |     |     |     |     |     |     |     |
| 1983   | Joest Racing                | Porsche 936                | MON | SIL | NÜR | LEM | SPA | FUJ | KYA |     |     |     |     |     |     |     |     |     |     |
| 1983   | Joest Racing                | Porsche 936                |     | DNF |     | DNF | 8   |     |     |     |     |     |     |     |     |     |     |     |     |
| 1984   | Mazdaspeed                  | Mazda 727C                 | MON | SIL | LEM | NÜR | BRH | MOS | SPA | IMO | FUJ | KYA | SAN |     |     |     |     |     |     |
| 1984   | Mazdaspeed                  | Mazda 727C                 | 15  |     |     |     |     |     |     |     |     |     |     |     |     |     |     |     |     |
| 1985   | Mazdaspeed                  | Mazda 737C                 | MUG | MON | SIL | LEM | HOK | MOS | SPA | BRH | FUJ | SEL |     |     |     |     |     |     |     |
| 1985   | Mazdaspeed                  | Mazda 737C                 | 19  |     |     |     |     |     |     |     |     |     |     |     |     |     |     |     |     |
| 1986   | Spice Engineering           | Spice SE86C                | MON | SIL | LEM | NÜN | BRH | JER | NÜR | SPA | FUJ |     |     |     |     |     |     |     |     |
| 1986   | Spice Engineering           | Spice SE86C                | 19  |     |     |     |     |     |     |     |     |     |     |     |     |     |     |     |     |